# Renault Scenic E-Tech
Renault Scenic E-Tech — компактный электромобиль-кроссовер, выпускаемый компанией Renault с 2024 года

## Описание
19 мая 2022 года был представлен концепт-кар Scénic Vision чёрного цвета. Для презентации на Парижском автосалоне автомобиль был перекрашен в белый цвет.
Концепт-кар основан на платформе Renault CMF-EV и оснащён электродвигателем мощностью 160 кВт (210 л. с.). Двигатель питается от литий-ионного аккумулятора ёмкостью 40 кВт⋅ч, который заряжается от водородного топливного элемента. Запас хода около 80 км.
Серийно электромобиль выпускается с сентября 2023 года. Электродвигатель питается от никель-марганцево-кобальтовых аккумуляторов LG (NMC). Продажи автомобиля ожидаются в начале 2024 года.
26 февраля 2024 года Renault Scenic E-Tech был провозглашен «Автомобилем 2024 года» на церемонии европейского конкурса Car of the Year, состоявшейся на Женевском международном автосалоне (GIMS), получив 329 баллов от жюри из 22 автомобильных журналистов.

## Технические характеристики
В стандартной комплектации используется аккумулятор ёмкостью 60 кВт⋅ч и электродвигатель мощностью 125 кВт (170 л. с.) и крутящим моментом 280 Н⋅м. Заявленный запас хода составляет 420 км (260 миль) по циклу WLTP. Комплектация «High Range» оснащена двигателем мощностью 160 кВт и крутящим моментом 300 Н⋅м, который питается от аккумулятора мощностью 87 кВт⋅ч, что обеспечивает предполагаемый запас хода более 620 км (390 миль).

## Галерея
- Вид сзади
- Интерьер